# Bourbon János barcelonai gróf
Bourbon János barcelonai gróf (Segovia, 1913. június 20. – Pamplona, 1993. április 1.) spanyol királyi herceg (infáns), I. János Károly spanyol király apja.

## Élete
XIII. Alfonz spanyol király és Viktória Eugénia spanyol királyné fiatalabbik fia. 1931. április 14-én a köztársaság kikiáltása után János a királyi családdal együtt Rómába menekült.
A bátyjai, Alfonz herceg 1933. június 11-én és Jakab herceg 1933. június 21-én lemondtak a trónöröklési jogukról, így János címzetes trónörökös lett.
XIII. Alfonz halála előtt egy hónappal, 1941. január 15-én lemondott a királyi címéről János javára, aki III. János néven címzetes spanyol király lett.